# Sunny Kaushal
Sunny Kaushal (Bombay, 28 september 1989), is een Indiaas acteur die met name in de Hindi filmindustrie actief is.

## Biografie
Kaushal startte zijn filmcarrière als regieassistent voor de film My Friend Pinto (2011). In 2016 maakte zijn debuut als acteur in de film Sunshine Music Tours and Travels. Hij kreeg erkenning voor zijn ondersteunende rol in Gold (2018). Hierna was hij als hoofdrolspeler te zien in onder andere: Bhangra Paa Le (2020) en Shiddat (2021). Tevens speelde hij mee in de Amazon Prime Video webserie The Forgotten Army - Azaadi Ke Liye.
Kaushal in de jongere broer van acteur Vicky Kaushal.

## Filmografie

### Films
| Jaar | Film                             | Rol                        | Opmerking      |
| ---- | -------------------------------- | -------------------------- | -------------- |
| 2011 | My Friend Pinto                  |                            | regieassistent |
| 2013 | Aurangzeb                        |                            | regieassistent |
| 2014 | Gunday                           |                            | regieassistent |
| 2016 | Sunshine Music Tours and Travels | Sunburn                    |                |
| 2017 | Love At First Sight              | Kshitij                    | korte film     |
| 2018 | Gold                             | Himmat Singh               |                |
| 2019 | The Embrace                      | Siddharth                  | korte film     |
| 2020 | Bhangra Paa Le                   | Jaggi Singh/ Kaptaan Singh |                |
| 2021 | Shiddat                          | Jaggi Dhillon              |                |
| 2022 | Hurdang                          | Daddu Thakur               |                |
| 2022 | Mili                             | Sameer                     |                |
| 2023 | Chor Nikal Ke Bhaga              | Ankit Sethi                |                |
| 2024 | Phir Aayi Hasseen Dillruba       | Abhimanyu                  |                |

### Webseries
| Jaar | Serie                               | Rol                      |
| ---- | ----------------------------------- | ------------------------ |
| 2016 | Official Chukyagiri                 | Spandan Chukya           |
| 2018 | Official CEOgiri                    | Spandan Chukya           |
| 2020 | The Forgotten Army - Azaadi Ke Liye | Luitenant Surinder Sodhi |

### Muziekvideos
| Jaar | Nummer           | Zanger(s)                   |
| ---- | ---------------- | --------------------------- |
| 2020 | Taaron Ke Shehar | Neha Kakkar, Jubin Nautiyal |
| 2021 | Dil Lauta Do     | Payal Dev, Jubin Nautiyal   |
| 2021 | Ishq Mein        | Meet Bros, Sachet Tandon    |
| 2024 | Mukke Paaye Si   | B Praak                     |

## Discografie
| Jaar | Nummer  | Album |
| ---- | ------- | ----- |
| 2023 | Jhandey |       |